# Carnalita
La carnalita es un mineral compuesto de cloruro doble de potasio y de magnesio, KMgCl3· 6H2O.
Cristaliza en el sistema ortorrómbico, en cristales con apariencia hexagonal, pero ordinariamente se presenta en masas cristalinas de análogo aspecto al de la halita y la silvina y, al igual que éstas, es incolora cuando pura, o diversamente colorada; brillo vítreo.
Se describió por primera vez en 1856 por su topotipo del yacimiento Stassfurt, en Sajonia-Anhalt, Alemania. Fue nombrado por el ingeniero de minería prusiano Rudolf von Carnall (1804–1874).

## Características

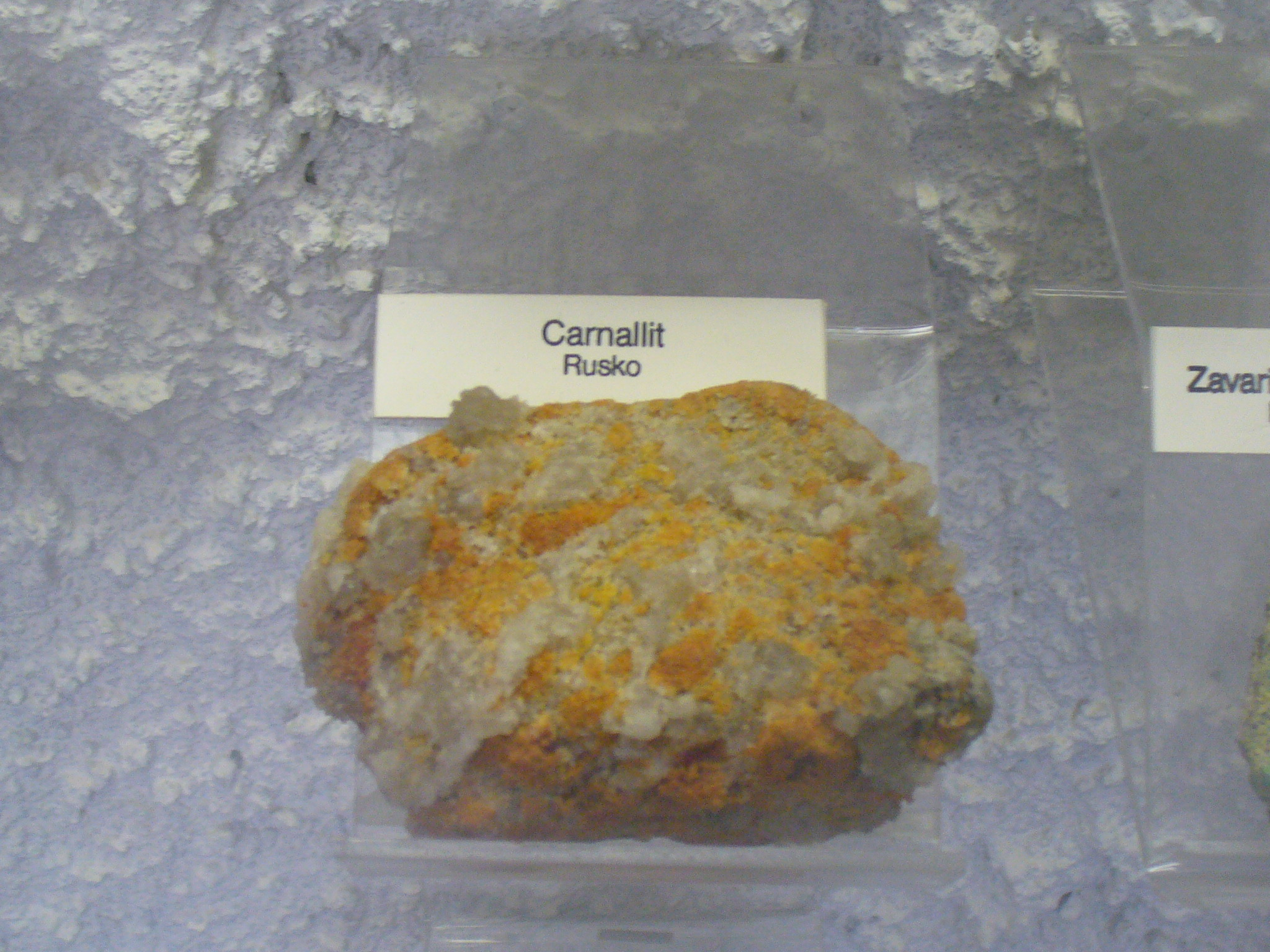
Carnalita de Rusia

Muy delicuescente, de sabor amargo, soluble en el agua y fosforescente; los bloques expuestos al aire libre se disocian, disolviéndose el cloruro magnésico y quedando una masa granular del cloruro potásico que, por no ser delicuescente y menos soluble que el otro, se conserva en su mayor parte; lo contrario ocurre si tomamos un trocito y lo sometemos a la acción del soplete sobre el carbón; el potásico desaparece y queda el de magnesio, que puede reconocerse por el color rosa carne que toma con la solución de nitrato de cobalto.
En disolución se reconoce porque, añadiendo unas gotas de amoníaco y solución de fosfato sódico, da precipitado cristalino de fosfato magnésico; la potasa se reconoce con el cloruro de platino y la coloración de la llama, como en la silvina.
Tiene un sabor parecido a la halita pero más amargo.